# Little Medicine Bow River
Der Little Medicine Bow River ist ein etwa 106 km langer, rechter Nebenfluss des Medicine Bow Rivers im Südosten des US-Bundesstaates Wyoming.

## Verlauf
Der Little Medicine Bow River entsteht durch den Zusammenfluss von North Fork Little Medicine Bow River und South Fork Little Medicine Bow River in den nordwestlichen Ausläufern der Laramie Mountains auf einer Höhe von 2156 m. Von dort fließt er zunächst durch das Albany County, nach wenigen Metern durch das Carbon County in südwestliche Richtung und mäandriert durch die Laramie Plains östlich der Shirley Mountains. Der Little Medicine Bow River erhält mehrere kleine Zuflüsse sowie von links den mit 101 km längsten, aber namenlosen Zufluss aus den Laramie Mountains. Im weiteren Verlauf wendet sich der Fluss nach Westen und unterquert den Wyoming Highway 487 nördlich von Medicine Bow, bevor er westlich der Pine Butte auf einer Höhe von 1989 m in den Medicine Bow River mündet, der sich weiter westlich im Seminoe Reservoir in den North Platte River entwässert.

## Quellflüsse
Der North Fork Little Medicine Bow River entspringt südlich der Twin Peaks in den westlichen Laramie Mountains auf einer Höhe von 2570 m. Von dort fließt er durch die Counties Converse und Albany in südwestliche Richtung und fließt nach rund 29 km auf einer Höhe von 2156 m mit dem South Fork zum Little Medicine Bow River zusammen.
Der South Fork Little Medicine Bow River entsteht durch den Zusammenfluss von North Prong South Fork Little Medicine Bow River und South Prong South Fork Little Medicine Bow River in den westlichen Ausläufern der Laramie Mountains auf einer Höhe von 2231 m. Von dort fließt er durch das Albany County in westliche Richtung und fließt nach rund 15 km auf einer Höhe von 2156 m mit dem North Fork zum Little Medicine Bow River zusammen.

## Hydrologie
Der Little Medicine Bow River ist als Nebenfluss des Medicine Bow Rivers Teil des Einzugsgebietes des North Platte Rivers, der sich über Platte River, Missouri und Mississippi in den Golf von Mexiko entwässert. Das Einzugsgebiet des Little Medicine Bow River grenzt an die Einzugsgebiete von Bates Creek im Nordwesten, Box Elder Creek im Nordosten und North Laramie River im Osten.

## Belege
1. 1 2 3 4  Little Medicine Bow River. In: Geographic Names Information System. United States Geological Survey, United States Department of the Interior (englisch).